# Port de Bilbao
Le Port de Bilbao, situé dans la ria du Nervión (aussi appelée de l'Ibaizábal) est le port maritime le plus important du Pays basque (Espagne) et un des plus importants du golfe de Gascogne. Il appartient à la Province maritime de Bilbao.
Sa fondation remonte à plus de 700 ans, bien que par la situation et les qualités de "l'unicación" il ne soit pas insensé de supposer qu'il était déjà utilisé antérieurement.
Au départ il se situait sur les rives supérieurs de la ria, près de la ville de Bilbao où il a été maintenu jusqu'aux années 1980. Sur ses quais on a installé des chantiers navals aussi importants que Astilleros Euskalduna et armateurs comme la Naviera Aznar. Cette situation a obligé à faire des ponts reliant les deux berges de la ria permettent de laisser passer des navires de grand tonnage. On a réalisé des travaux comme le Pont de Biscaye, transbordeur traversant la ria entre Portugalete et Getxo ou ceux de Deusto et de l'Ayuntamiento qui sont, ou étaient, capables d'élever ses tabliers.
Depuis la construction du Pont Euskalduna, situé à la hauteur des anciens chantiers navals, les gros navires ne peuvent plus atteindre les quais supérieurs, ceux de l' Arenal et Uribitarte.
Le port est administré par l'Autorité Portuaire de Bilbao, qui est une des 28 Autorités Portuaires appartenant à l'organisme étatique dépendant du Ministère de l'Équipement (Ministerio de Fomento de España), Ports de l'État.

## Superport
Actuellement le Port de Bilbao place la majorité de ses installations sur la partie inférieure de la ria, dans ce que l'on appelle le superport, dans des terrains de Santurtzi, Zierbena et Getxo.
Avec un ajour de jusqu'à 32 mètres ses installations sont composées des caractéristiques suivantes :
- 313 HA de surface terrestre
- 1.694 HA de surface de flottaison
- 17 km de quais
- 218 HA de surface de stockage
- 250 832 m2 de surface de stockage couverte
- 3 HA d'entrepôts francs
- 25 300 m2 de magasins frigorifiques
- 10 grues porte-conteneurs de 32 à 65 T
- 16 grues trastainer de 32 à 40 T
- 56 grues de porche de 6 à 35 Tms.
- 2 grues pont de 25 à 35 T
- 2 expéditeurs continus
- 5 rampes ro-ro
- Installations spéciales de chargement et déchargement
- Terminaux de marchandise générale, conteneurs, tas solides, tas liquides, fruits primeurs et automobiles
- Terminal TECO et gare de formation de trains
- Connexion avec le réseau ferroviaire national depuis les quais
- Connexion directe avec le réseau des autoroutes et autorails
- Terminal de voyageurs (utilisée par P&O Ferries pour relier Santurtzi avec Portsmouth (Angleterre)

## Histoire

Drapeau maritime de la province maritime de Bilbao

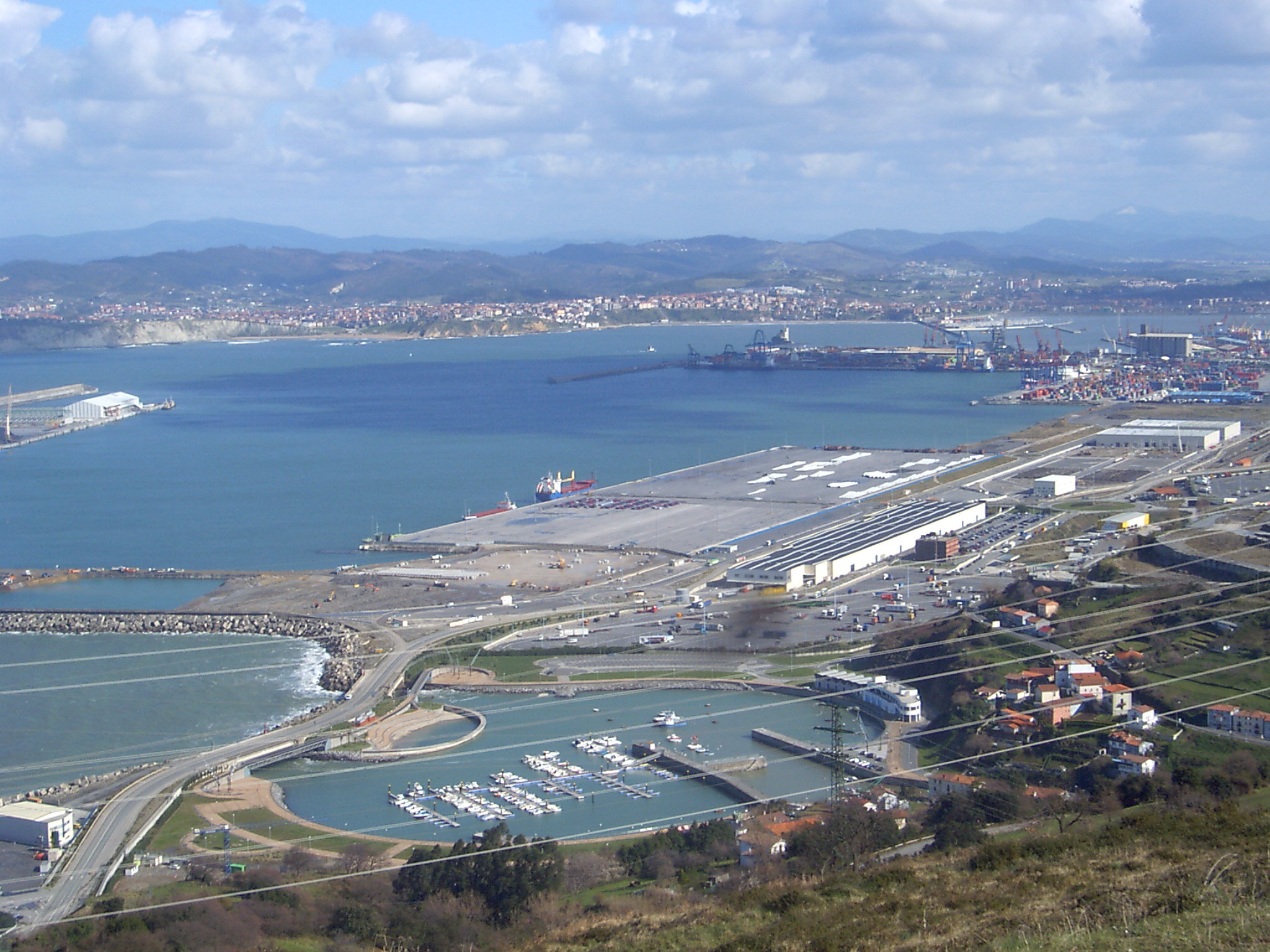
Vue du port de Bilbao en 2008

La fondation de la ville de Bilbao a débouché sur la création du port. Les bateaux arrivaient jusqu'à l'église de San Antón, juste à l'entrée des murailles qui protégeaient et délimitaient le site. C'était la sortie des marchandises du plateau castillan et de la Vallée de l'Èbre.
La richesse minière des terres qui entourent Bilbao a obligé à réaliser des travaux pour augmenter le tirant d'eau permettant ainsi l'accès aux gros navires jusqu'aux chargeurs de minerai. La révolution industrielle a favorisé l'établissement d'entreprises sidérurgiques sur les rives de la ria, entreprises qui sollicitaient le chargement de leur production sur de grands navires.
En 1804 les députés Simón Bernardo Zamácola a présenté le projet d'un port alternatif à celui de la ville de Bilbao, qui se situait alors à la hauteur de l'église de San Antón et monopolisait de fait le commerce au désavantage des populations voisines (alors indépendantes de Bilbao) s'opposant à la ville et sous l'autorité de la Seigneurie de Biscaye. Ce nouveau port que proposait Zamácola, appelé port de la Paz (port de la paix) se situerait à Abando. Dans les négociations avec le gouvernement central pour réaliser le projet on a posé comme contre-performance l'exécution d'un plan de service militaire qui sapait les dispositions dans les juridictions (For) de Biscaye dans cette matière. Ceci a donné lieu à une révolte populaire connue comme zamacolada, considérée comme la dernière matxinada. La population a obligé à ce que les fors se réunissent de nouveau et qu'on abolisse le décret d'accord sur le service militaire, ce qui a provoqué, entre autres, que le port de la Paz ne soit pas construit.
En 1887 le for des travaux du Port effectue la construction du quai en fer à Portugalete améliorant ostensiblement le trafic de navires par la ria.
À l'abri de la digue de Santurtzi et le contre-quai d'Algorta, réalisé en 1902, naît le Port Extérieur, qui sera fondamental pour le futur du Port de Bilbao.
Dans la dernière moitié du XXe siècle se forme le cadre de quais qui constituent le Port Extérieur et qui font du Port de Bilbao un des plus importants du continent. Les installations seront complètes en 1994. En 1985 on commence les travaux de ce qui sera le Superpuerto (Superport), en fermant l'ouverture extérieure avec la digue de Punta Lucero et commençant l'inachevé Punta Galea. Ceux-ci seront complétés par des terminaux pour produits pétrolifères et alimenteront la proche raffinerie de Petronor.
Au milieu de la crise de l'industrie conventionnelle, de la métallurgie, de l'épuisement des mines et de l'effondrement des chantiers navals, le Port de Bilbao mise son futur en pariant sur le développement de l'activité commerciale et pour cela augmente les surfaces d'eau abritée, longueur de quais d'amarrage à quai avec des tirants d'eau adaptés et de grandes surfaces terrestres qui permettent des opérations de manipulation avec des rendements élevés.
En 1993 commencent les travaux qui en 1998 considérés comme terminés pour la première phase avec le résultat d'une augmentation de la surface terrestre à 150 hectares, quasiment un kilomètre de ligne d'amarrage à quai et un tirant d'eau de 20 m.
En 1999 on démarre la seconde phase qui se terminera en 2002 avec deux nouveaux quais, Quai A2 et Quai de Punta Sollana. En 2003 on finit l'A2 et en 2005 les A et AZ1.
L'expansion de l'activité portuaire à l'embouchure de la ria a libéré les terrains occupés dans le cœur de la ville ce qui a permis la régénération urbaine de Bilbao.
La construction du nouveau terminal de transatlantiques à Getxo et l'installation d'importantes industries, comme des centrales électriques ont fait que le port suit en croissant année après année.